# Milne Bay
Milne Bay is een provincie in het zuiden van Papoea-Nieuw-Guinea. Milne Bay telt 209.054 inwoners op een landoppervlakte van 14.000 km². Het zeeoppervlak is 252.990 km² en daarin liggen meer dan 600 eilanden, waarvan er 160 zijn bewoond. De eilandengroep de Louisiaden maakt deel uit van deze provincie. Binnen deze provincie worden 48 verschillende talen gesproken. De hoofdstad Alotau ligt op het hoofdeiland Nieuw-Guinea.
Belangrijkste bestaansbronnen zijn toerisme, oliepalmplantages en de winning van goud op het eiland Misima, verder wordt er op kleine schaal cacao en kopra geproduceerd.
Provincies: Central · Chimbu · Eastern Highlands · East New Britain · East Sepik · Enga · Gulf · Hela · Jiwaka · Madang · Manus · Milne Bay · Morobe · New Ireland · Northern · Southern Highlands · Western · Western Highlands · West New Britain · Sandaun

National Capital District      Autonome provincie: Bougainville